# Łuszczarnia

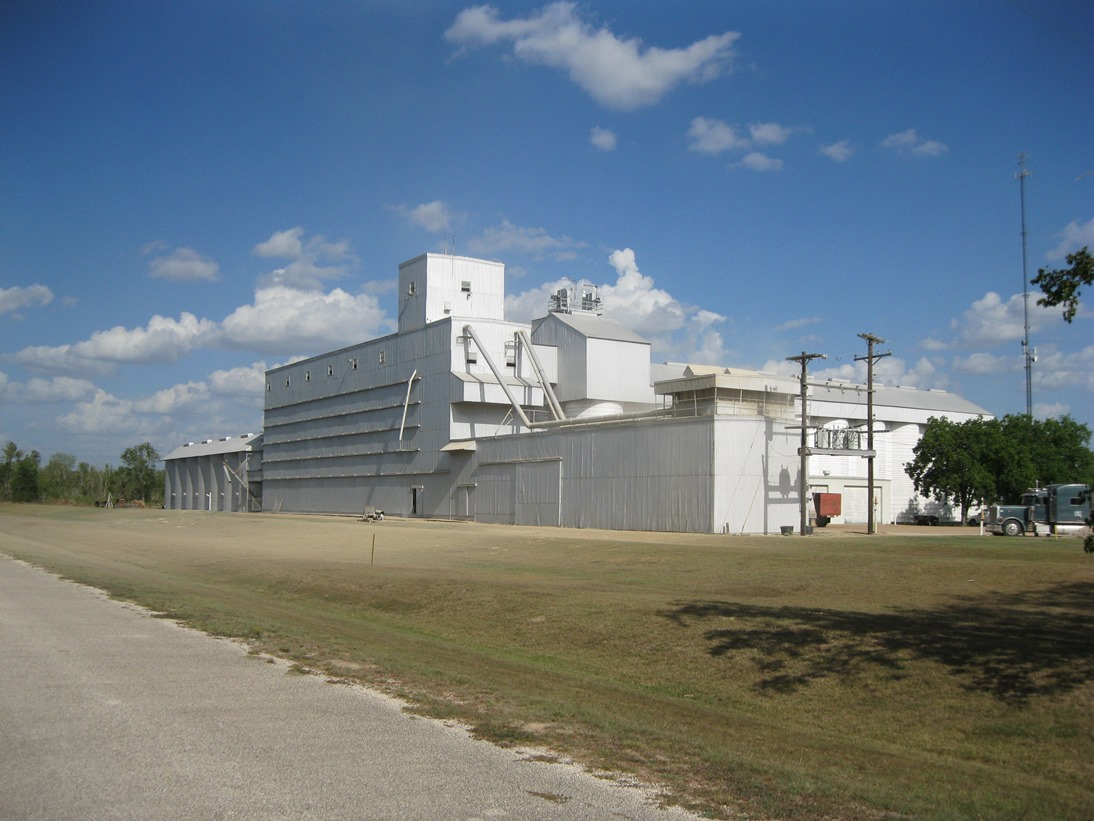
Przetwórnia ryżu w Altair, Teksas, USA, fot. 2013 r.

Łuszczarnia – zakład przemysłowy rolno-spożywczy wyposażony w maszyny i urządzenia przeznaczone do przeróbki różnych nasion, głównie ryżu i grochu, w mniejszym stopniu używany przy przeróbce soi i fasoli.
W łuszczarni na maszynach łuszczarkach odbywało się oddzielanie ziaren z zanieczyszczeń, wyłuskiwanie ich jak i wstępne sortowanie nasion. Część z nich przeznaczane były na przemiał, pozostałe przeznaczano na kaszę.